# 118554 Reedtimmer
118554 Reedtimmer este o planetă minoră (asteroid) din centura de asteroizi. A fost descoperită pe 2 martie 2000 la Catalina Station⁠(d) de Catalina Sky Survey și a fost numită după Reed Timmer⁠(d). 
Obiectul prezintă o orbită caracterizată de o semiaxă mare de 2,2397378163108 UAi, o excentricitate de 0,097076202847672, o înclinație de 5,151199020888 ° în raport cu ecliptica.